# KDM6B
KDM6B‏ (Lysine demethylase 6B) هوَ بروتين يُشَفر بواسطة جين KDM6B في الإنسان.